# Reyersviller
Reyersviller és un municipi francès, situat al departament del Mosel·la i a la regió del Gran Est. L'any 2007 tenia 369 habitants.

## Demografia

### Població
El 2007 la població de fet de Reyersviller era de 369 persones. Hi havia 156 famílies, de les quals 40 eren unipersonals (16 homes vivint sols i 24 dones vivint soles), 60 parelles sense fills, 48 parelles amb fills i 8 famílies monoparentals amb fills.
La població ha evolucionat segons el següent gràfic:
Habitants censats

### Habitatges
El 2007 hi havia 177 habitatges, 155 eren l'habitatge principal de la família, 7 eren segones residències i 14 estaven desocupats. 160 eren cases i 17 eren apartaments. Dels 155 habitatges principals, 131 estaven ocupats pels seus propietaris, 17 estaven llogats i ocupats pels llogaters i 7 estaven cedits a títol gratuït; 2 tenien dues cambres, 13 en tenien tres, 38 en tenien quatre i 103 en tenien cinc o més. 140 habitatges disposaven pel capbaix d'una plaça de pàrquing. A 57 habitatges hi havia un automòbil i a 85 n'hi havia dos o més.

### Piràmide de població
La piràmide de població per edats i sexe el 2009 era:
| Homes | Edats   | Dones |
| ----- | ------- | ----- |
| 0     | 95 o +  | 0     |
| 0     | 90 a 94 | 0     |
| 0     | 85 a 89 | 4     |
| 0     | 80 a 84 | 0     |
| 4     | 75 a 79 | 8     |
| 12    | 70 a 74 | 12    |
| 16    | 65 a 69 | 12    |
| 8     | 60 a 64 | 20    |
| 8     | 55 a 59 | 12    |
| 12    | 50 a 54 | 8     |
| 24    | 45 a 49 | 20    |
| 4     | 40 a 44 | 4     |
| 20    | 35 a 39 | 12    |
| 8     | 30 a 34 | 12    |
| 8     | 25 a 29 | 20    |
| 20    | 20 a 24 | 8     |
| 8     | 15 a 19 | 16    |
| 20    | 10 a 14 | 8     |
| 12    | 5 a 9   | 0     |
| 0     | 0 a 4   | 4     |

## Economia
El 2007 la població en edat de treballar era de 245 persones, 169 eren actives i 76 eren inactives. De les 169 persones actives 154 estaven ocupades (87 homes i 67 dones) i 15 estaven aturades (5 homes i 10 dones). De les 76 persones inactives 25 estaven jubilades, 17 estaven estudiant i 34 estaven classificades com a «altres inactius».

### Ingressos
El 2009 a Reyersviller hi havia 154 unitats fiscals que integraven 373 persones, la mediana anual d'ingressos fiscals per persona era de 17.915 €.

### Activitats econòmiques
Dels 5 establiments que hi havia el 2007, 1 era d'una empresa de fabricació d'altres productes industrials, 2 d'empreses de comerç i reparació d'automòbils i 2 d'empreses d'hostatgeria i restauració.
Els 3 serveis als particulars que hi havia el 2009 eren restaurants.
L'únic establiment comercial que hi havia el 2009 era una perfumeria.
L'any 2000 a Reyersviller hi havia 9 explotacions agrícoles.

## Equipaments sanitaris i escolars
El 2009 hi havia una escola elemental integrada dins d'un grup escolar amb les comunes properes formant una escola dispersa.

## Poblacions més properes
El següent diagrama mostra les poblacions més properes.